# Altivasum
Altivasum is een geslacht van weekdieren uit de klasse van de Gastropoda (slakken).

## Soort
- Altivasum clarksoni S. J. Maxwell & Dekkers, 2019
- Altivasum flindersi Verco, 1914
- Altivasum hedleyi S. J. Maxwell & Dekkers, 2019
- Altivasum profundum Dekkers & S. J. Maxwell, 2018)